# オリンピック聖火点火者の一覧

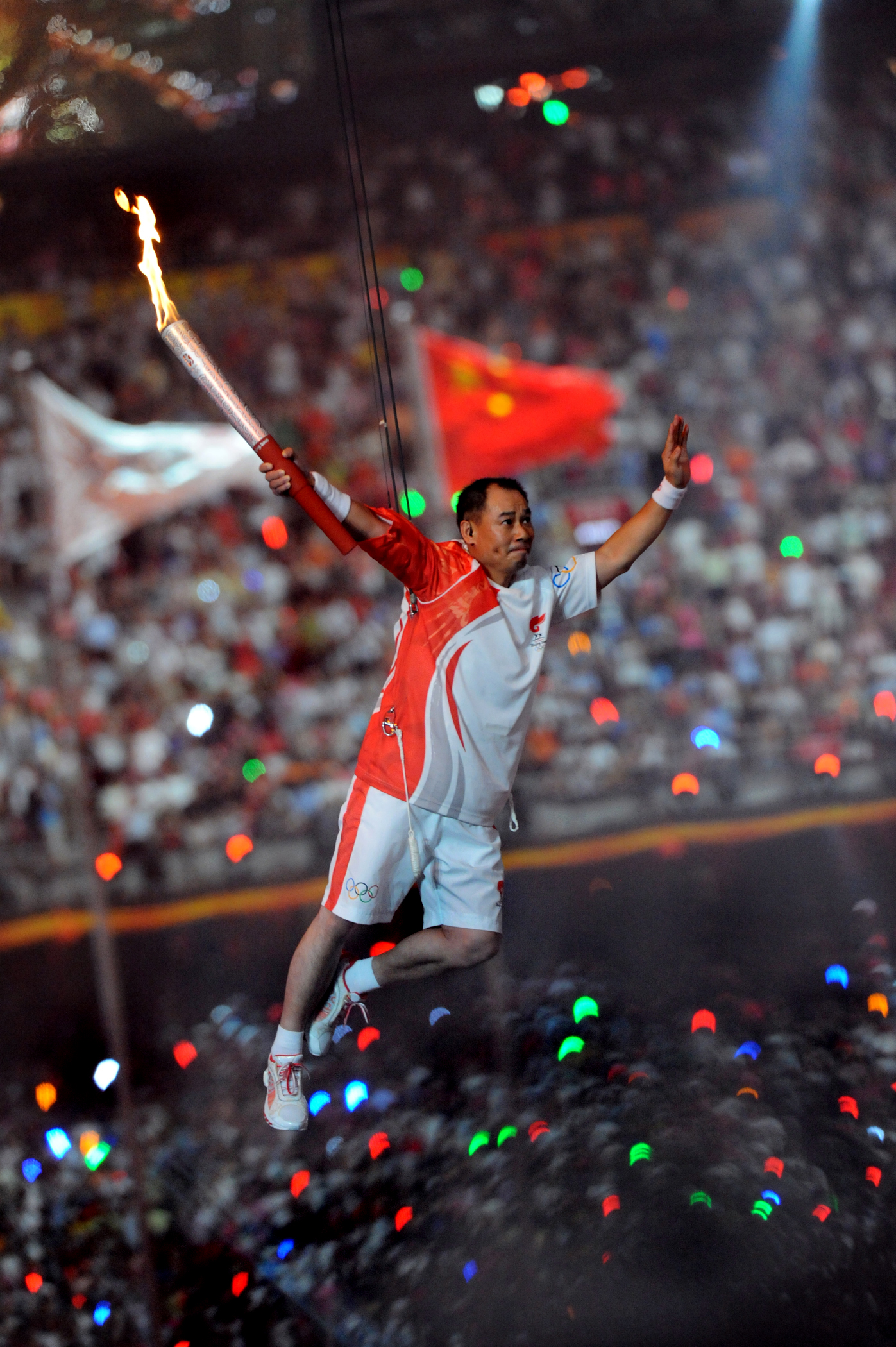
中国の元体操選手李寧は、2008年の北京オリンピック開会式で聖火の点火を行った。

古代オリンピックの発祥地であるギリシャのオリンピアから近代オリンピックの開催地までトーチリレーによって聖火を運ぶという伝統は、1936年にベルリンで開催されたオリンピックより導入されている。それ以来、開催国を代表し優れた競技成績を持つ著名な選手（現役引退問わず）、有望な若手選手、象徴的な意味を持つ人物が最終聖火ランナーとして選ばれ、結果として開会式における聖火の点火という名誉にあずかっている。

## 歴史
著名な選手として最初に聖火の点火を行ったのは9個の金メダルを獲得しているパーヴォ・ヌルミで1952年のヘルシンキオリンピックにおいてであった。他に点火を行った著名な選手にはフランスのサッカー選手ミシェル・プラティニ(1992年)、ヘビー級ボクシングチャンピオンモハメド・アリ(1996年)、オーストラリアの短距離選手キャシー・フリーマン(2000年)、カナダのアイスホッケー選手ウェイン・グレツキー(2010年)、マラソン選手バンデルレイ・デ・リマ(2016年)、韓国のフィギュアスケート選手金妍兒(2018年)などがいる。

他には著名ではないもののオリンピックの理想を象徴している人物もいる。日本の陸上選手坂井義則は広島に原爆が落とされた1945年8月6日にその地で生を受けた。彼の東京オリンピックの聖火点火は第二次世界大戦後の日本の復興を象徴していた。1976年のモントリオールオリンピックでは、フランス語と英語を代表する2人のティーンエイジャーが務め、カナダの団結を象徴した。ノルウェーのホーコン王太子は1994年のリレハンメルオリンピックにおいてともにオリンピック選手であった父、祖父を称えて聖火を点火した。2012年のロンドンオリンピックではかつてのイギリスオリンピックチャンピオンにより選出された7人の若手選手が聖火点火を行った。

## 聖火の点火を行った人物

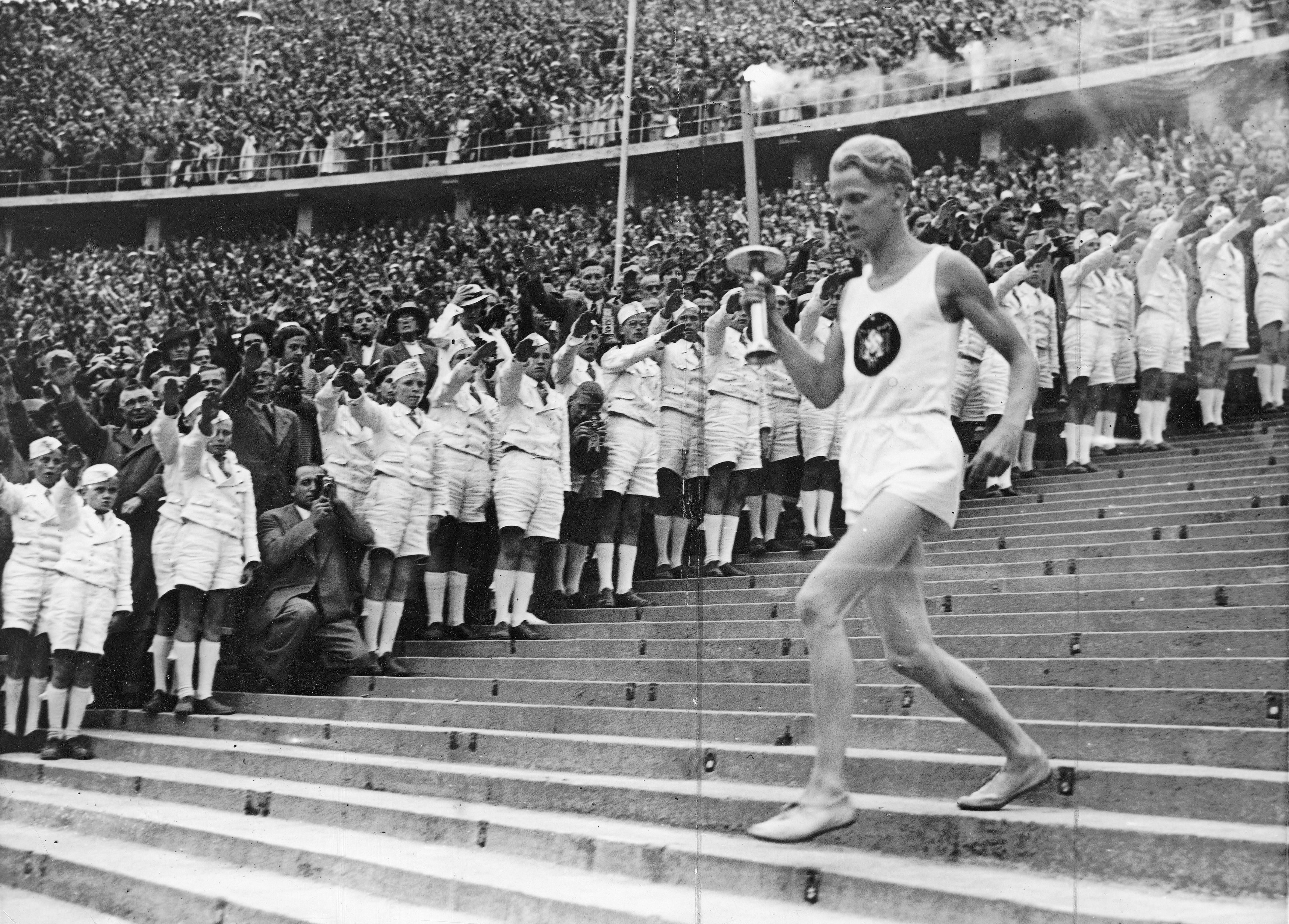
1936年ベルリンのオリンピックスタジアムの階段を下るフリッツ・シルゲン

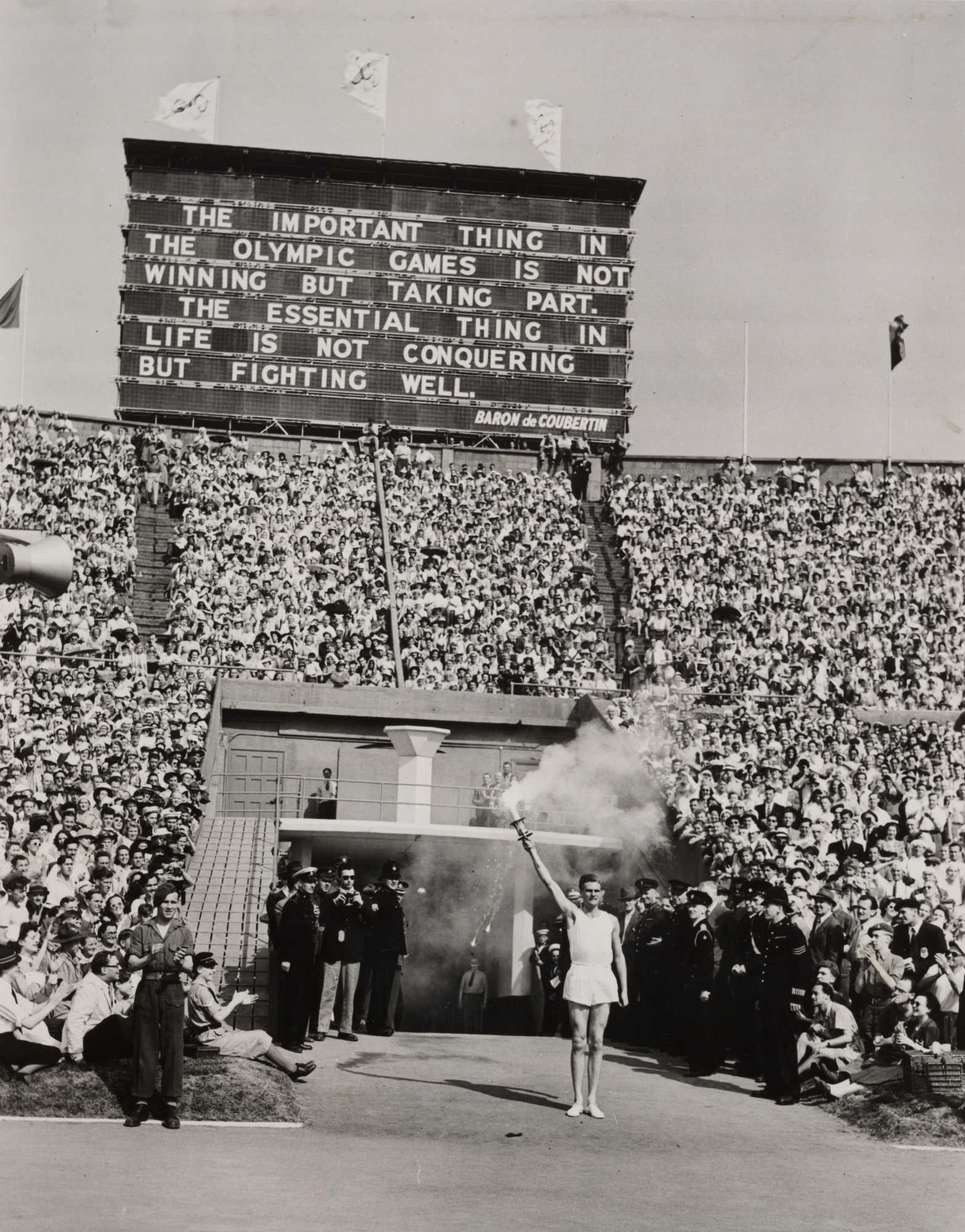
1948年ロンドンオリンピックの最終聖火ランナーのJohn Mark（ウェンブリー・スタジアム）

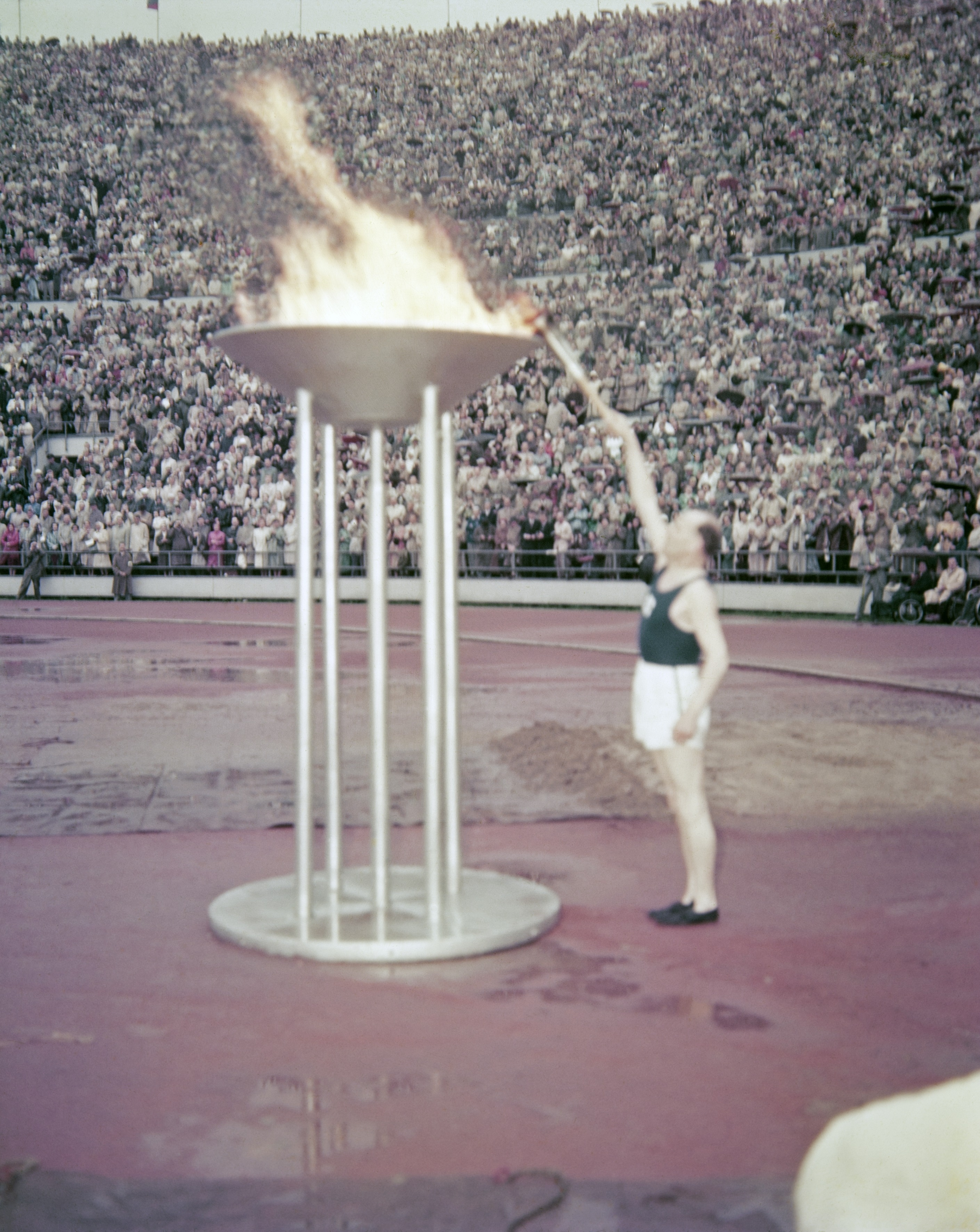
1952年ヘルシンキオリンピックで聖火を点火したパーヴォ・ヌルミ

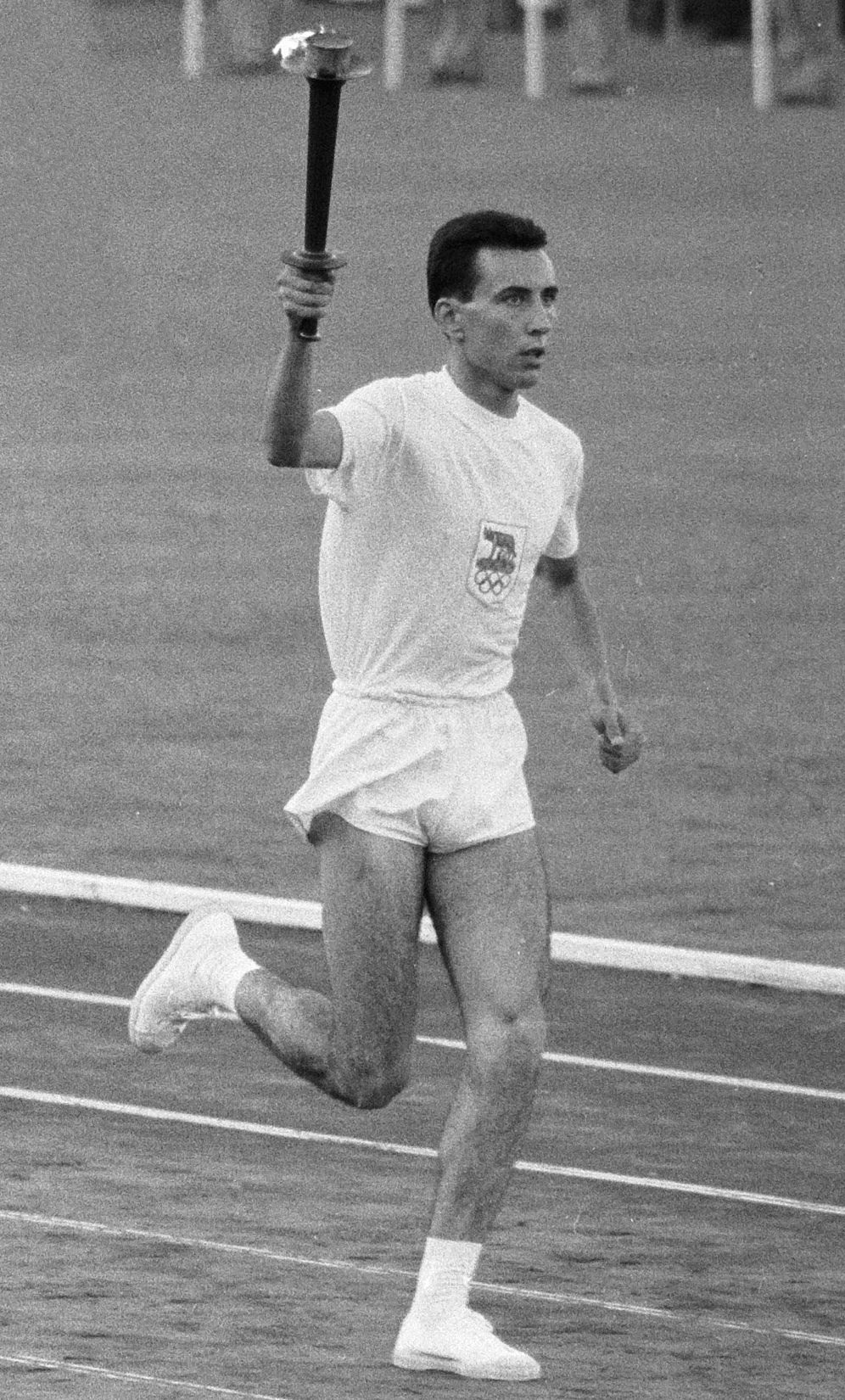
1960年ローマのオリンピックスタジアムのトラックをトーチを持って走るGiancarlo Peris

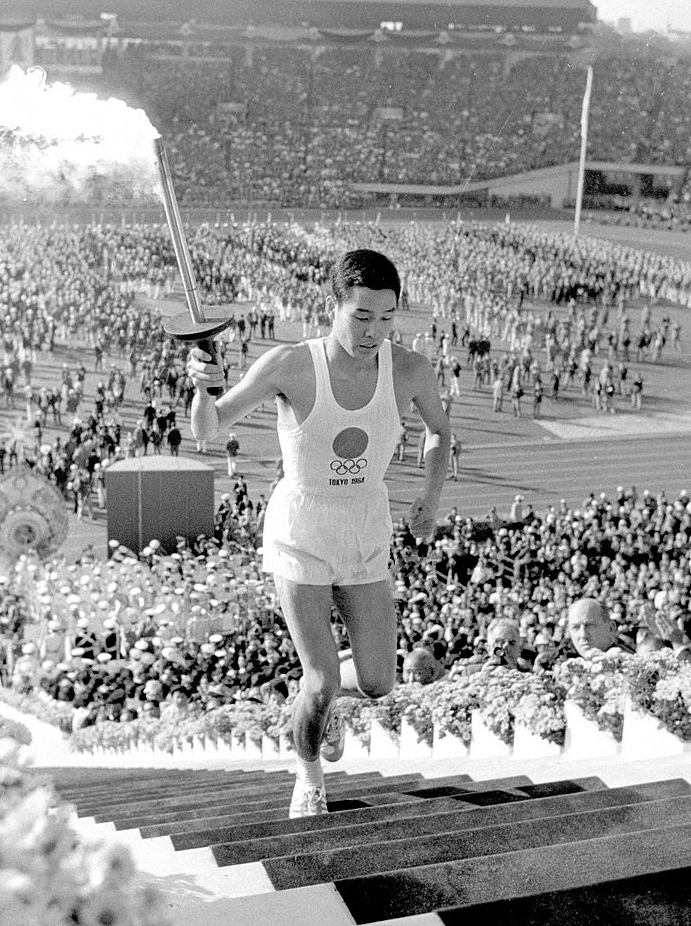
1964年東京の国立競技場で聖火を点火する途中の坂井義則

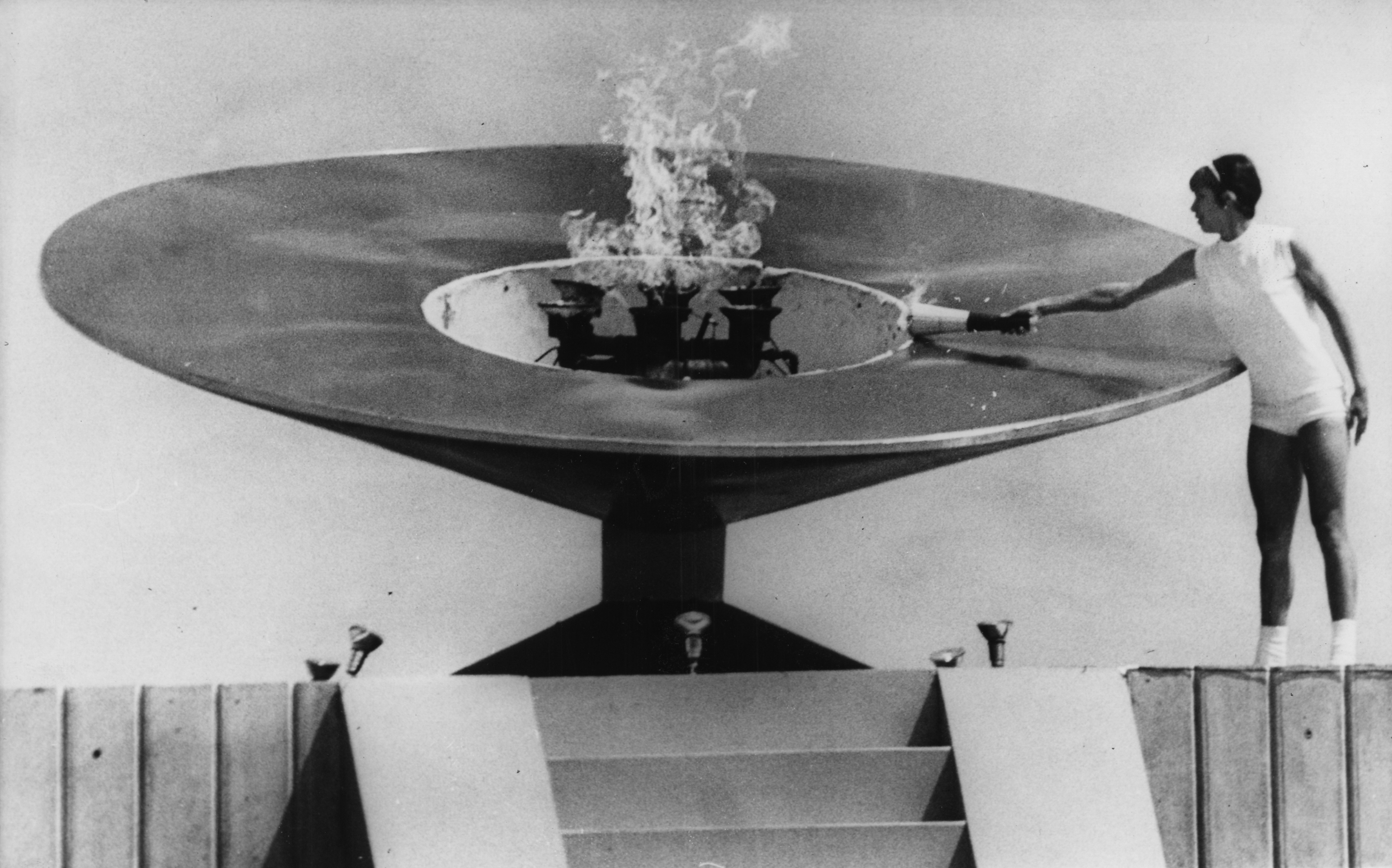
1968年メキシコシティのUniversitarioで女性として初めて聖火を点火したノーマ・エンリケッタ・バシリオ

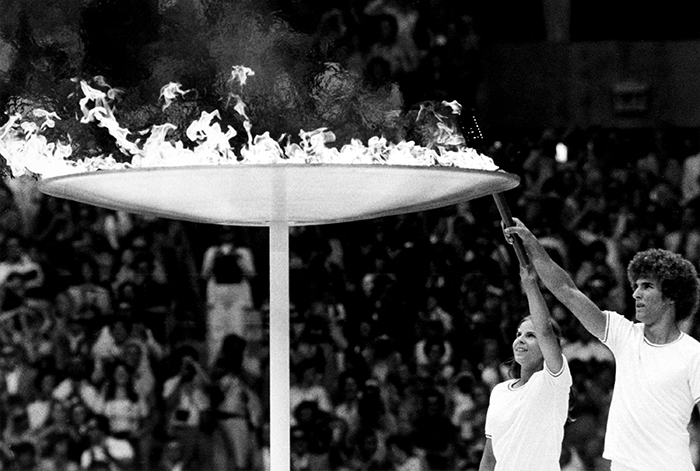
1976年モントリオールで聖火点火を行う英語とフランス語のカナダを代表するSandra HendersonとStéphane Préfontaine

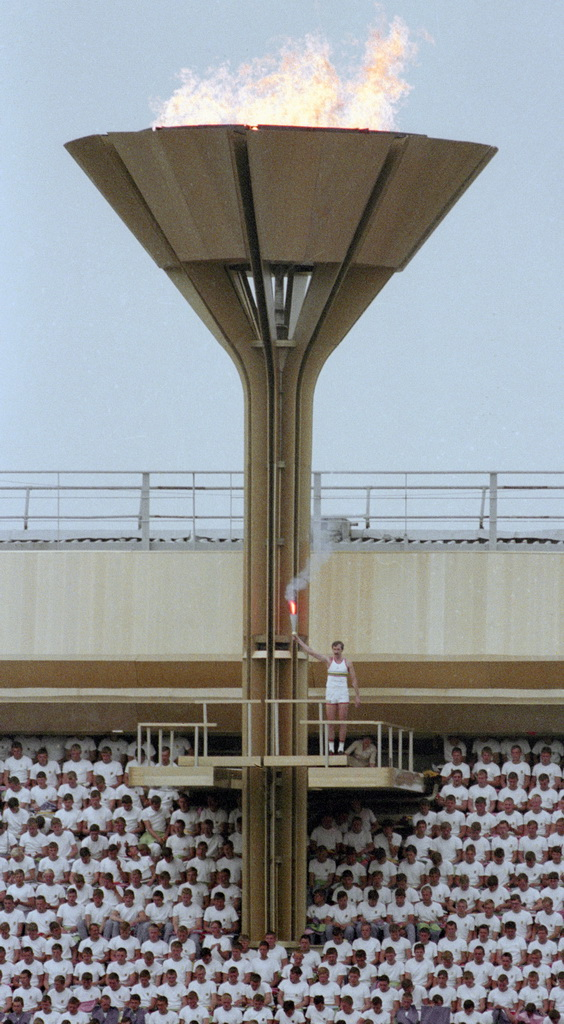
1980年モスクワのルジニキ・スタジアムで聖火点火を行ったバスケットボール選手のセルゲイ・ベロフ

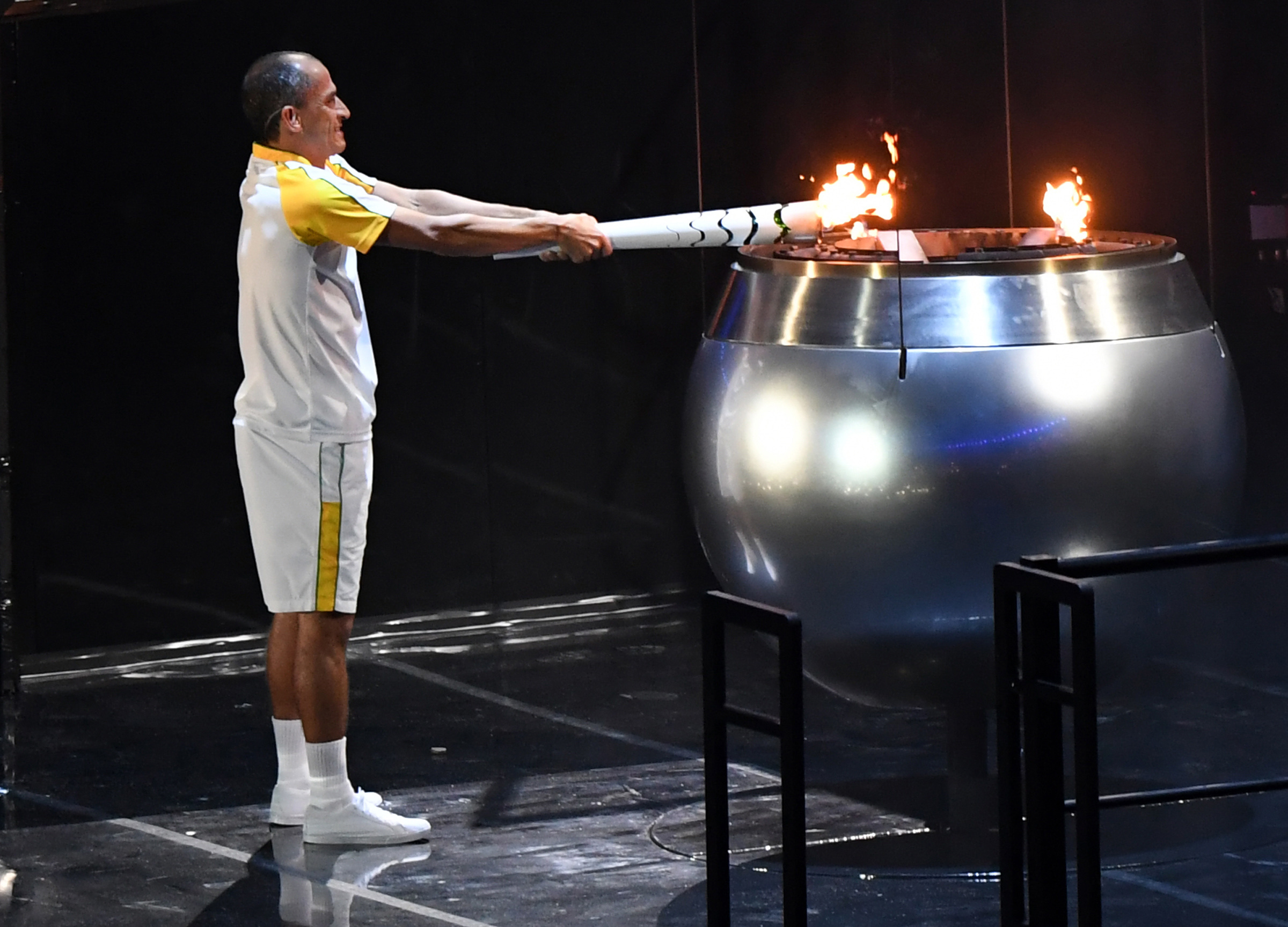
2016年リオデジャネイロのエスタジオ・ド・マラカナンで点火するブラジルのマラソン選手バンデルレイ・デ・リマ

| 開催年 | 開催地                     | 点火者                                     | 競技                                  | 備考 | 出典                 |
| ------ | -------------------------- | ------------------------------------------ | ------------------------------------- | --- | -------------------- |
| 1936夏 | ベルリン                   | フリッツ・シルゲン                         | 陸上競技                              | オリンピックの出場者ではなかったが、その優美な走法により選出された。 | [ 1 ]                |
| 1948夏 | ロンドン                   | ジョン・マーク                             | 陸上競技                              | ケンブリッジ大学の医学生であったこと以外はあまり知られていない。 | [ 2 ]                |
| 1952冬 | オスロ                     | エイイル・ナンセン                         | 非アスリート                          | 探検家フリチョフ・ナンセンの孫。初めてアスリート以外で点火を行った。 | [ 3 ]                |
| 1952夏 | ヘルシンキ                 | パーヴォ・ヌルミ                           | 陸上競技                              | ヌルミは1920年代に9つの金メダルを獲得した。コーレマイネンは4つの金メダルを獲得した。ヌルミがフィールドの高さにある聖火台に点火し、その後塔の頂上に中継する4人のサッカー選手にトーチを渡した。コーレマイネンは最後のより高いところにある聖火台に点火を行った。 | [ 4 ]                |
| 1952夏 | ヘルシンキ                 | ハンネス・コーレマイネン                   | 陸上競技                              | ヌルミは1920年代に9つの金メダルを獲得した。コーレマイネンは4つの金メダルを獲得した。ヌルミがフィールドの高さにある聖火台に点火し、その後塔の頂上に中継する4人のサッカー選手にトーチを渡した。コーレマイネンは最後のより高いところにある聖火台に点火を行った。 | [ 4 ]                |
| 1956冬 | コルティーナ・ダンペッツォ | グイド・カロリ                             | スピードスケート                      | 1948,52,56年の冬季五輪出場者。トーチを持ったまま滑りテレビのケーブルでつまずいたが火は消えずにすんだ。 | [ 5 ]                |
| 1956夏 | メルボルン                 | ロン・クラーク (メルボルン)                | 陸上競技                              | クラークは後の1964年に銅メダルを獲得した。Wikneは1964年のオリンピックに出場した。Wikneが内野にある台に点火した後、火がKarin LindbergとHenry Erickssonに渡され、2人が別々にストックホルムオリンピックスタジアムの2つの塔を駆け上がった。 | [ 6 ]                |
| 1956夏 | メルボルン                 | ハンス・ヴィクネ (ストックホルム)          | 馬術                                  | クラークは後の1964年に銅メダルを獲得した。Wikneは1964年のオリンピックに出場した。Wikneが内野にある台に点火した後、火がKarin LindbergとHenry Erickssonに渡され、2人が別々にストックホルムオリンピックスタジアムの2つの塔を駆け上がった。 | [ 6 ]                |
| 1960冬 | スコーバレー               | ケネス・ヘンリー                           | スピードスケート                      | 1952年冬季五輪500m男子スピードスケート金メダリスト | [ 7 ]                |
| 1960夏 | ローマ                     | ジャンカルロ・ペリス                       | 陸上競技                              | ギリシャ系のトラック選手。イタリアオリンピック委員会は最終聖火ランナーはジュニアクロスカントリーランニングレースの勝者とすることを決めた。Perisが勝利し最終聖火ランナーに選出された。 | [ 8 ]                |
| 1964冬 | インスブルック             | ヨーゼフ・リーダー                         | アルペンスキー                        | 1956年冬季五輪の出場者 | [ 9 ]                |
| 1964夏 | 東京                       | 坂井義則                                   | 陸上競技                              | 坂井は地元広島に原爆が投下されたその日に生まれた。オリンピックに出場したことはない。 | [ 10 ]               |
| 1968冬 | グルノーブル               | アラン・カルマ                             | フィギュアスケート                    | 1964年冬季五輪銀メダリスト | [ 11 ]               |
| 1968夏 | メキシコシティ             | エンリケッタ・バシリオ                     | 陸上競技                              | このオリンピックに出場した短距離走選手。点火を行った最初の女性。 | [ 12 ]               |
| 1972冬 | 札幌                       | 高田英基                                   | 非アスリート                          | バレーボールのファンであったが、冬季スポーツについては何も知らなかった。 | [ 13 ] [ 14 ]        |
| 1972夏 | ミュンヘン                 | ギュンター・ツァーン                       | 陸上競技                              | 中距離選手。西ドイツジュニア陸上競技選手権で優勝。 | [ 15 ]               |
| 1976冬 | インスブルック             | クリストゥル・ハース                       | アルペンスキー                        | ハースは1964年冬季五輪滑降金メダリスト。Feistmantlは同大会のリュージュ男子2人乗り金メダリストである。 | [ 16 ]               |
| 1976冬 | インスブルック             | ヨゼフ・フェイストマントル                 | リュージュ                            | ハースは1964年冬季五輪滑降金メダリスト。Feistmantlは同大会のリュージュ男子2人乗り金メダリストである。 | [ 16 ]               |
| 1976夏 | モントリオール             | サンドラ・ヘンダーソン                     | 体操競技                              | 英語とフランス語のカナダを表す2人のティーンエイジャー。2人ともオリンピックには出場していない。 | [ 17 ]               |
| 1976夏 | モントリオール             | ステファン・プレフォンテイン               | 陸上競技                              | 英語とフランス語のカナダを表す2人のティーンエイジャー。2人ともオリンピックには出場していない。 | [ 17 ]               |
| 1980冬 | レークプラシッド           | チャールズ・モーガン・カー                 | 非アスリート                          | 52人の聖火ランナー全員から選出されたアリゾナの医師 | [ 18 ]               |
| 1980夏 | モスクワ                   | セルゲイ・ベロフ                           | バスケットボール                      | 1972年ミュンヘンオリンピックバスケットボールで金メダルを獲得したソ連バスケットボールチームの1人 | [ 19 ]               |
| 1984冬 | サラエヴォ                 | サンダ・ドゥブラヴチッチ                   | フィギュアスケート                    | 1980,84年の冬季五輪出場者 | [ 20 ]               |
| 1984夏 | ロサンゼルス               | レイファー・ジョンソン                     | 陸上競技                              | 1960年夏季五輪の十種競技金メダリスト | [ 21 ]               |
| 1988冬 | カルガリー                 | ロビン・ペリー                             | フィギュアスケート                    | フィギュアスケートをしている12歳の女子学生 | [ 22 ]               |
| 1988夏 | ソウル                     | 鄭善萬（チュン・スンマン）                 | 非アスリート                          | 鄭善萬は学校の先生、孫美廷は若い韓国のダンサー、金元卓はこのオリンピックのマラソンに出場した若いトラック選手。 | [ 23 ]               |
| 1988夏 | ソウル                     | 孫美廷（ソン・ミチュン）                   | 非アスリート                          | 鄭善萬は学校の先生、孫美廷は若い韓国のダンサー、金元卓はこのオリンピックのマラソンに出場した若いトラック選手。 | [ 23 ]               |
| 1988夏 | ソウル                     | 金元卓（キム・ウォンタク）                 | 陸上競技                              | 鄭善萬は学校の先生、孫美廷は若い韓国のダンサー、金元卓はこのオリンピックのマラソンに出場した若いトラック選手。 | [ 23 ]               |
| 1992冬 | アルベールヴィル           | ミシェル・プラティニ                       | サッカー                              | プラティニは1976年のモントリオールオリンピックにサッカーフランス代表として出場した。グランジは未来のアルペンスキーヤー（かつ未来のマルチプルタイムアルペンスキー回転世界チャンピオンのジャン・バプティスト・グランジの兄）であった。当時9歳のグランジは最年少聖火点火者となった。 | [ 24 ]               |
| 1992冬 | アルベールヴィル           | フランソワ＝シリル・グランジ               | アルペンスキー                        | プラティニは1976年のモントリオールオリンピックにサッカーフランス代表として出場した。グランジは未来のアルペンスキーヤー（かつ未来のマルチプルタイムアルペンスキー回転世界チャンピオンのジャン・バプティスト・グランジの兄）であった。当時9歳のグランジは最年少聖火点火者となった。 | [ 24 ]               |
| 1992夏 | バルセロナ                 | アントニオ・レボロ                         | アーチェリー                          | 1984年、1988年、1992年の夏季パラリンピックに出場し2つの銀メダルと1つの銅メダルを獲得している。聖火の点火を行った唯一のパラリンピック選手であり、燃えている矢を天然ガスの入った聖火台へ放ち点火した。 | [ 25 ]               |
| 1994冬 | リレハンメル               | ホーコン王太子                             | 非アスリート                          | ノルウェー王の法定推定相続人。オリンピック選手ではないが、父と祖父がともにオリンピックに出場しており、彼らに代わり点火を行った。父が大会の開催を宣言した。 | [ 26 ]               |
| 1996夏 | アトランタ                 | モハメド・アリ                             | ボクシング                            | 1960年ローマオリンピックのボクシング競技金メダリスト | [ 27 ]               |
| 1998冬 | 長野                       | 伊藤みどり                                 | フィギュアスケート                    | 1992年アルベールビル五輪銀メダリスト. | [ 28 ]               |
| 2000夏 | シドニー                   | キャシー・フリーマン                       | 陸上競技                              | 1996年のオリンピックで銀メダルを獲得し、このオリンピックで金メダルを獲得する（ともに400m走）。聖火の点火を行いかつその大会で金メダルを獲得した初めての人物である。 | [ 29 ]               |
| 2002冬 | ソルトレイクシティ         | 1980年アイスホッケーアメリカ代表           | アイスホッケー                        | 「氷上の奇跡」で有名。 | [ 30 ]               |
| 2004夏 | アテネ                     | ニコラオス・カクラマナキス                 | セーリング                            | 1996年のオリンピック金メダリストで、この大会では銀メダルを獲得した。 | [ 31 ]               |
| 2006冬 | トリノ                     | ステファーニア・ベルモンド                 | クロスカントリースキー                | オリンピックで2個の金メダル含む10個のメダルを獲得した。イタリアで最も獲得メダルが多い人物。 | [ 32 ]               |
| 2008夏 | 北京                       | 李寧                                       | 体操競技                              | 1984年に3つの金メダル含む6つのメダルを獲得した。1952年の最初のオリンピック出場以来中国で最も成功した選手である。 | [ 33 ]               |
| 2010冬 | バンクーバー               | スティーブ・ナッシュ (屋内)                | バスケットボール                      | ルメイ・ドーンは1998年、2002年の500mで金メダル、1998年の1000mで銅メダルを獲得している。ナッシュはフェニックス・サンズで2度のNBA MVPに輝き、バスケットボールカナダ代表として2000年のオリンピックに出場した。グリーンは1968年の冬のオリンピックの大回転で金メダル、回転で銀メダルを獲得した。グレツキーはアイスホッケーカナダ代表の一員であり、エドモントン・オイラーズのキャプテンとして4度スタンレーカップを獲得している(1984, 1985, 1987, 1988)。2002年のカナダの男子ホッケーチームのエグゼクティブディレクターを務め、金メダルを獲得した。 開会式のときナッシュ、グリーン、グレツキーがBCプレイス屋内競技場の中の聖火台へ点火した。その後、グレツキーが2番目のバンクーバーコンベンションセンター近くの屋外にある聖火台へ点火した。開催中は屋外の聖火台のみついたままであった。 ルメイ・ドーンは屋内の聖火台の点火に参加することになっていたが、機械的な問題により4つのアームのうち1つが上がらなかったため除外されてしまった。これは機械的故障についての笑い話とともに閉会式の初めに修理され、新たに出現した4つのアームを点灯し屋内の聖火台を再点灯させることで閉会式を始めることができた。 | [ 34 ] [ 35 ] [ 36 ] |
| 2010冬 | バンクーバー               | ナンシー・グリーン (屋内)                  | アルペンスキー                        | ルメイ・ドーンは1998年、2002年の500mで金メダル、1998年の1000mで銅メダルを獲得している。ナッシュはフェニックス・サンズで2度のNBA MVPに輝き、バスケットボールカナダ代表として2000年のオリンピックに出場した。グリーンは1968年の冬のオリンピックの大回転で金メダル、回転で銀メダルを獲得した。グレツキーはアイスホッケーカナダ代表の一員であり、エドモントン・オイラーズのキャプテンとして4度スタンレーカップを獲得している(1984, 1985, 1987, 1988)。2002年のカナダの男子ホッケーチームのエグゼクティブディレクターを務め、金メダルを獲得した。 開会式のときナッシュ、グリーン、グレツキーがBCプレイス屋内競技場の中の聖火台へ点火した。その後、グレツキーが2番目のバンクーバーコンベンションセンター近くの屋外にある聖火台へ点火した。開催中は屋外の聖火台のみついたままであった。 ルメイ・ドーンは屋内の聖火台の点火に参加することになっていたが、機械的な問題により4つのアームのうち1つが上がらなかったため除外されてしまった。これは機械的故障についての笑い話とともに閉会式の初めに修理され、新たに出現した4つのアームを点灯し屋内の聖火台を再点灯させることで閉会式を始めることができた。 | [ 34 ] [ 35 ] [ 36 ] |
| 2010冬 | バンクーバー               | ウェイン・グレツキー (屋内・屋外)          | アイスホッケー                        | ルメイ・ドーンは1998年、2002年の500mで金メダル、1998年の1000mで銅メダルを獲得している。ナッシュはフェニックス・サンズで2度のNBA MVPに輝き、バスケットボールカナダ代表として2000年のオリンピックに出場した。グリーンは1968年の冬のオリンピックの大回転で金メダル、回転で銀メダルを獲得した。グレツキーはアイスホッケーカナダ代表の一員であり、エドモントン・オイラーズのキャプテンとして4度スタンレーカップを獲得している(1984, 1985, 1987, 1988)。2002年のカナダの男子ホッケーチームのエグゼクティブディレクターを務め、金メダルを獲得した。 開会式のときナッシュ、グリーン、グレツキーがBCプレイス屋内競技場の中の聖火台へ点火した。その後、グレツキーが2番目のバンクーバーコンベンションセンター近くの屋外にある聖火台へ点火した。開催中は屋外の聖火台のみついたままであった。 ルメイ・ドーンは屋内の聖火台の点火に参加することになっていたが、機械的な問題により4つのアームのうち1つが上がらなかったため除外されてしまった。これは機械的故障についての笑い話とともに閉会式の初めに修理され、新たに出現した4つのアームを点灯し屋内の聖火台を再点灯させることで閉会式を始めることができた。 | [ 34 ] [ 35 ] [ 36 ] |
| 2010冬 | バンクーバー               | カトリオナ・ルメイ・ドーン (閉会式)        | スピードスケート                      | ルメイ・ドーンは1998年、2002年の500mで金メダル、1998年の1000mで銅メダルを獲得している。ナッシュはフェニックス・サンズで2度のNBA MVPに輝き、バスケットボールカナダ代表として2000年のオリンピックに出場した。グリーンは1968年の冬のオリンピックの大回転で金メダル、回転で銀メダルを獲得した。グレツキーはアイスホッケーカナダ代表の一員であり、エドモントン・オイラーズのキャプテンとして4度スタンレーカップを獲得している(1984, 1985, 1987, 1988)。2002年のカナダの男子ホッケーチームのエグゼクティブディレクターを務め、金メダルを獲得した。 開会式のときナッシュ、グリーン、グレツキーがBCプレイス屋内競技場の中の聖火台へ点火した。その後、グレツキーが2番目のバンクーバーコンベンションセンター近くの屋外にある聖火台へ点火した。開催中は屋外の聖火台のみついたままであった。 ルメイ・ドーンは屋内の聖火台の点火に参加することになっていたが、機械的な問題により4つのアームのうち1つが上がらなかったため除外されてしまった。これは機械的故障についての笑い話とともに閉会式の初めに修理され、新たに出現した4つのアームを点灯し屋内の聖火台を再点灯させることで閉会式を始めることができた。 | [ 34 ] [ 35 ] [ 36 ] |
| 2012夏 | ロンドン                   | デジリー・ヘンリー                         | 陸上競技                              | イギリスの元オリンピック選手により選出された7人のティーンエイジャーにより点火された。シャーリー・ロバートソンによりエアリー、ダンカン・グッドビューによりダキット、デイリー・トンプソンによりヘンリー、デイム・メアリー・ピーターズによりカーク、スティーヴ・レッドグレーヴによりマクリッチー、リン・デイビスによりレイノルズ、ケリー・ホームズによりトレイシーが選ばれた。オースティン・プレイフットが後にオリンピックスタジアムの新たな場所に再点火を行った。唯一ダキットはアスリートではなかった。 Henryは後に2016年の4×100mリレーで銅メダルを獲得している。 | [ 37 ] [ 38 ] [ 39 ] |
| 2012夏 | ロンドン                   | ケイティー・カーク                         | 陸上競技                              | イギリスの元オリンピック選手により選出された7人のティーンエイジャーにより点火された。シャーリー・ロバートソンによりエアリー、ダンカン・グッドビューによりダキット、デイリー・トンプソンによりヘンリー、デイム・メアリー・ピーターズによりカーク、スティーヴ・レッドグレーヴによりマクリッチー、リン・デイビスによりレイノルズ、ケリー・ホームズによりトレイシーが選ばれた。オースティン・プレイフットが後にオリンピックスタジアムの新たな場所に再点火を行った。唯一ダキットはアスリートではなかった。 Henryは後に2016年の4×100mリレーで銅メダルを獲得している。 | [ 37 ] [ 38 ] [ 39 ] |
| 2012夏 | ロンドン                   | エイダン・レイノルズ                       | 陸上競技                              | イギリスの元オリンピック選手により選出された7人のティーンエイジャーにより点火された。シャーリー・ロバートソンによりエアリー、ダンカン・グッドビューによりダキット、デイリー・トンプソンによりヘンリー、デイム・メアリー・ピーターズによりカーク、スティーヴ・レッドグレーヴによりマクリッチー、リン・デイビスによりレイノルズ、ケリー・ホームズによりトレイシーが選ばれた。オースティン・プレイフットが後にオリンピックスタジアムの新たな場所に再点火を行った。唯一ダキットはアスリートではなかった。 Henryは後に2016年の4×100mリレーで銅メダルを獲得している。 | [ 37 ] [ 38 ] [ 39 ] |
| 2012夏 | ロンドン                   | アデル・トレイシー                         | 陸上競技                              | イギリスの元オリンピック選手により選出された7人のティーンエイジャーにより点火された。シャーリー・ロバートソンによりエアリー、ダンカン・グッドビューによりダキット、デイリー・トンプソンによりヘンリー、デイム・メアリー・ピーターズによりカーク、スティーヴ・レッドグレーヴによりマクリッチー、リン・デイビスによりレイノルズ、ケリー・ホームズによりトレイシーが選ばれた。オースティン・プレイフットが後にオリンピックスタジアムの新たな場所に再点火を行った。唯一ダキットはアスリートではなかった。 Henryは後に2016年の4×100mリレーで銅メダルを獲得している。 | [ 37 ] [ 38 ] [ 39 ] |
| 2012夏 | ロンドン                   | カラム・エアリー                           | セーリング                            | イギリスの元オリンピック選手により選出された7人のティーンエイジャーにより点火された。シャーリー・ロバートソンによりエアリー、ダンカン・グッドビューによりダキット、デイリー・トンプソンによりヘンリー、デイム・メアリー・ピーターズによりカーク、スティーヴ・レッドグレーヴによりマクリッチー、リン・デイビスによりレイノルズ、ケリー・ホームズによりトレイシーが選ばれた。オースティン・プレイフットが後にオリンピックスタジアムの新たな場所に再点火を行った。唯一ダキットはアスリートではなかった。 Henryは後に2016年の4×100mリレーで銅メダルを獲得している。 | [ 37 ] [ 38 ] [ 39 ] |
| 2012夏 | ロンドン                   | ジョーダン・ダキット                       | 非アスリート(Young Ambassadors Group) | イギリスの元オリンピック選手により選出された7人のティーンエイジャーにより点火された。シャーリー・ロバートソンによりエアリー、ダンカン・グッドビューによりダキット、デイリー・トンプソンによりヘンリー、デイム・メアリー・ピーターズによりカーク、スティーヴ・レッドグレーヴによりマクリッチー、リン・デイビスによりレイノルズ、ケリー・ホームズによりトレイシーが選ばれた。オースティン・プレイフットが後にオリンピックスタジアムの新たな場所に再点火を行った。唯一ダキットはアスリートではなかった。 Henryは後に2016年の4×100mリレーで銅メダルを獲得している。 | [ 37 ] [ 38 ] [ 39 ] |
| 2012夏 | ロンドン                   | キャメロン・マクリッチー                   | ボート競技                            | イギリスの元オリンピック選手により選出された7人のティーンエイジャーにより点火された。シャーリー・ロバートソンによりエアリー、ダンカン・グッドビューによりダキット、デイリー・トンプソンによりヘンリー、デイム・メアリー・ピーターズによりカーク、スティーヴ・レッドグレーヴによりマクリッチー、リン・デイビスによりレイノルズ、ケリー・ホームズによりトレイシーが選ばれた。オースティン・プレイフットが後にオリンピックスタジアムの新たな場所に再点火を行った。唯一ダキットはアスリートではなかった。 Henryは後に2016年の4×100mリレーで銅メダルを獲得している。 | [ 37 ] [ 38 ] [ 39 ] |
| 2014冬 | ソチ                       | イリーナ・ロドニナ                         | フィギュアスケート                    | ロドニナは3度連続でオリンピック金メダルを獲得した。トレチャクは3つの金メダル含む4つのメダルを獲得した。 | [ 40 ]               |
| 2014冬 | ソチ                       | ウラディスラフ・トレチャク                 | アイスホッケー                        | ロドニナは3度連続でオリンピック金メダルを獲得した。トレチャクは3つの金メダル含む4つのメダルを獲得した。 | [ 40 ]               |
| 2016夏 | リオデジャネイロ           | バンデルレイ・デ・リマ (スタジアム)        | 陸上競技                              | 2004年夏季オリンピックマラソンで、乱入した暴漢に走行を妨害されながらも走りきり銅メダルを獲得し、その後の人格者的な振る舞いも評価されラテンアメリカ人として初めてピエール・ド・クーベルタン・メダルを受賞した。 | [ 41 ] [ 42 ]        |
| 2016夏 | リオデジャネイロ           | ジョルジ・ゴメス (屋外)                    | 陸上競技                              | 第2の、屋外の聖火台はリオデジャネイロのスポーツプロジェクトの1つとして14歳の子によりカンデラリア教会の前で点火された。 | [ 41 ] [ 42 ]        |
| 2018冬 | 平昌                       | 金妍兒（キム・ヨナ）                       | フィギュアスケート                    | 2010年に金メダル、2014年に銀メダルを獲得している。 | [ 43 ]               |
| 2020夏 | 東京                       | 大坂なおみ (スタジアム)                    | テニス                                | 日本選手初のテニス四大大会シングルス優勝者。 | [ 44 ]               |
| 2020夏 | 東京                       | 高橋礼華 (屋外)                            | バドミントン                          | 2016年ダブルス金メダル。 | [ 45 ]               |
| 2022冬 | 北京                       | 趙嘉文                                     | ノルディック複合                      | 2000年代生まれの選手。漢民族とウイグル族のペア |                      |
| 2022冬 | 北京                       | 衣拉木江迪妮格爾（ジニゲル・イラムジャン） | クロスカントリースキー                | 2000年代生まれの選手。漢民族とウイグル族のペア |                      |
| 2024夏 | パリ                       | テディ・リネール                           | 柔道                                  | 2012年・2016年に100kg超級2連覇。このオリンピックで金メダル（100kg超級、混合団体）を獲得した。 | 。                   |
| 2024夏 | パリ                       | マリー＝ジョゼ・ペレク                     | 陸上競技                              | 1992年・1996年に女子400m2連覇 | 。                   |

### ユースオリンピック
| 開催年 | 開催地           | 点火者                               | 競技               | 備考 | 出典   |
| ------ | ---------------- | ------------------------------------ | ------------------ | --- | ------ |
| 2010夏 | シンガポール     | Darren Choy                          | セーリング         | この大会に出場したシンガポールの船員 |        |
| 2012冬 | インスブルック   | エゴン・ツィマーマン                 | アルペンスキー     | ツィマーマンとクラマーはそれぞれアダルトオリンピックがオーストリアで開催された1964年、1976年に金メダルを獲得している。 |        |
| 2012冬 | インスブルック   | フランツ・クラマー                   | アルペンスキー     | ツィマーマンとクラマーはそれぞれアダルトオリンピックがオーストリアで開催された1964年、1976年に金メダルを獲得している。 |        |
| 2014夏 | 南京             | 陳若琳                               | 飛込競技           | 2008,2012年のアダルト夏のオリンピックの10m高飛び込みと10mシンクロナイズド高飛び込みで金メダルを獲得した。2016年のオリンピックにおいても金メダルを獲得している。 |        |
| 2016冬 | リレハンメル     | イングリッド・アレクサンドラ         | 非アスリート       | 1994年リレハンメルオリンピックで聖火の点火を行ったホーコン王太子の長女。祖父が大会の開催を宣言した。 | [ 47 ] |
| 2018夏 | ブエノスアイレス | サンティアゴ・ランヘ、パウラ・パレト | セーリング、柔道   | ブエノスアイレスで行われた2018年大会は初めての男女同数の競技によるオリンピックであったため、聖火の点火は女性と男性により象徴的に行われた。パレトは2008年に銅メダル、2016年に金メダルを獲得している。Langeは2004年、2008年に銅メダル、2016年に金メダルを獲得している。 | [ 48 ] |
| 2020冬 | ローザンヌ       | Gina Zehnder                         | フィギュアスケート | |        |